# Viktor Pasulko
Viktor Pasulko (ukrajinština: Віктор Пасулько; * 1. ledna 1961, Ilnica) je bývalý ukrajinský fotbalista, záložník, který reprezentoval Sovětský svaz. S jeho reprezentací získal stříbrnou medaili na mistrovství Evropy v roce 1988.  Za reprezentaci nastupoval v průběhu roku 1988 a odehrál za ni 8 utkání, v nichž vstřelil jeden gól – v základní skupině ME 1988 do sítě Anglie. Nejvyšší sovětskou soutěž hrál za Černomorec Oděsa (1982–1986) a Spartak Moskva (1987–1989). Se Spartakem získal dva tituly mistra SSSR (1987, 1989). Zbytek kariéry strávil v Německu, ale jen v nižších soutěžích: s Fortunou Köln hrál 2. Bundesligu, s Eintrachtem Braunschweig také, ale po roce následoval sestup na třetí ligovou úroveň.  Po skončení hráčské kariéry se stal trenérem, vedl mj. moldavskou reprezentaci (2002–2005).